# اورس ویدمر
اورس ویدمر (انگلیسی: Urs Widmer; ۲۱ مهٔ ۱۹۳۸ – ۲ آوریل ۲۰۱۴) مترجم، نویسنده، نمایش‌نامه‌نویس، منتقد ادبی، روزنامه‌نگار، و پدیدآور اهل سوئیس بود. او نویسنده چندین روزنامه مختلف بود و عمده شهرت او بخاطر کتابی است که در سال ۲۰۰۰ نوشت.